# Mechero Meker-Fisher

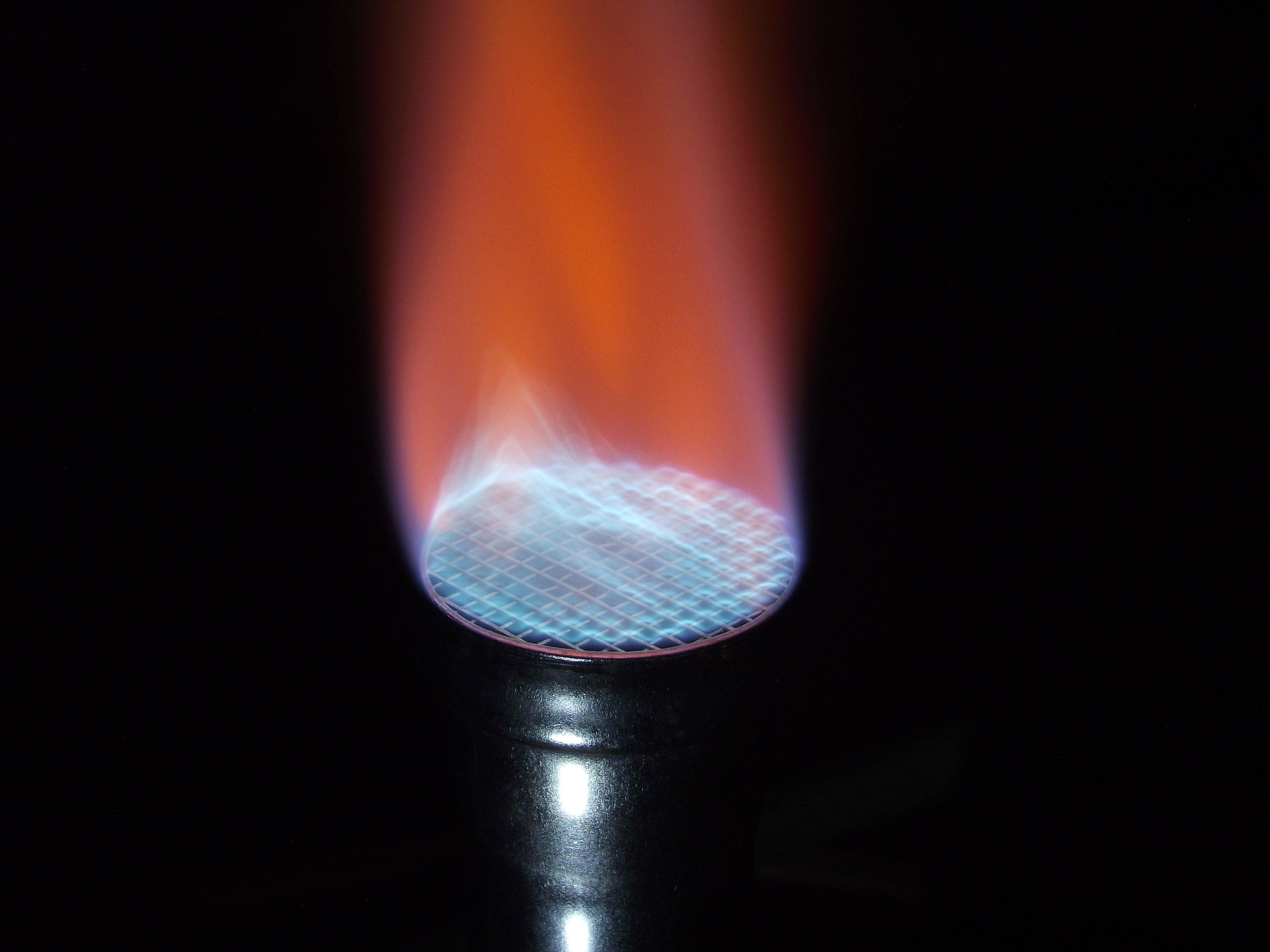
Mechero Meker-Fisher.

Un mechero Meker-Fisher (también llamado a veces mechero Meker), es un tipo de mechero o quemador que forma parte del equipamiento de laboratorio y cuya función principal es la de calentar recipientes, de modo similar a los más frecuentes mecheros Bunsen. 

## Estructura y uso
Su forma y tamaño recuerdan las del mechero Bunsen pero el quemador es de mayor diámetro para conseguir una llama de base más amplia.
La llama de gas producida es más abierta y uniforme que en otro tipo de mecheros de laboratorio, aunque sus usos son similares: para calentamiento, esterilización, y combustión. Se utiliza cuando el trabajo de laboratorio requiere una llama de mayor poder calorífico de lo que sería posible utilizando un mechero Bunsen.
La producción de calor del mechero Meker-Fisher puede ser de más de 13.000 kJ (12.000 BTU) por hora utilizando gas licuado del petróleo (GLP), aunque también son posibles otros combustibles como propano/butano o gas natural.  La llama puede alcanzar temperaturas de hasta 1100-1200 °C. Una tapa de rejilla de 30 mm de diámetro, con 100 orificios fabricada en acero inoxidable, asegura un calentamiento uniforme.Tiene un para-llamas para evitar el retroceso de la llama.
El mechero Meker-Fisher se fabrica con un cuerpo de latón cromado y la base hecha a base de zinc-aluminio. Una válvula de aire y una válvula de flujo de gas (visible por debajo del conducto central, en la fotografía adjunta) permiten el control de la altura de la llama y de su intensidad.
Otros modelos de mecheros de gas que se emplean en laboratorio son el mechero Tirril o Amal.

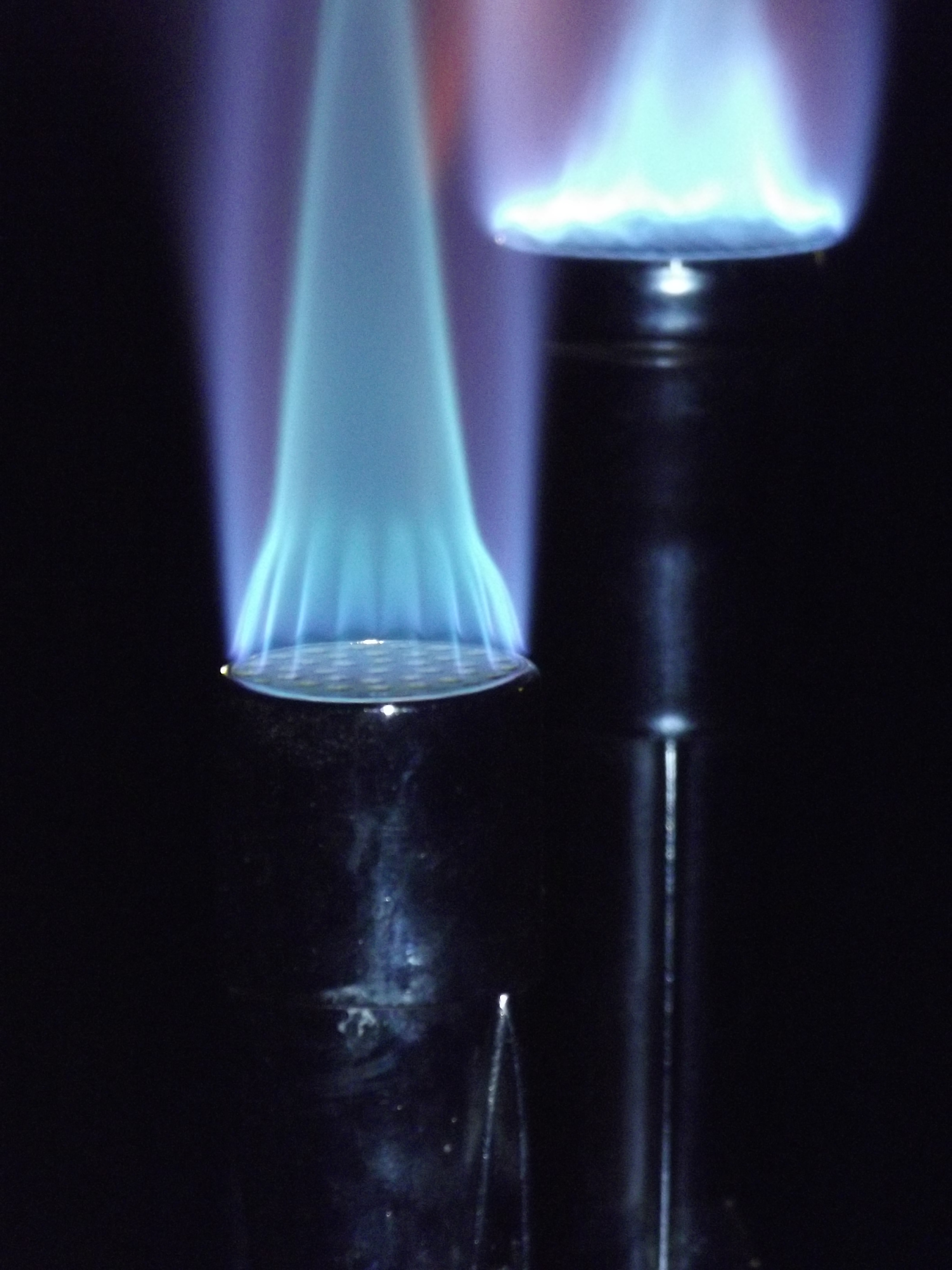
Mechero Meker-Fisher.